# Tone W. Trøen
Tone Wilhelmsen Trøen (født 23. februar 1966) er en norsk politiker som er valgt ind i Stortinget for Høyre i Akershus for valgperioden 2013–17. Hun er medlem af Sundheds- og omsorgskomiteen.
Trøen er opvokset i Nes i Akershus, er gift og har tre børn. Hun har en lang erfaring som Høyre-politiker i Nes og i Eidsvoll, samt på fylkesniveau i Akershus. Hun har også været rådgiver for Høyres stortingsgruppe i barne-, familie- og kulturkomiteen (2005). Før valget i 2013 var hun partiets rådgiver i sundhedspolitiske spørgsmål.
Trøen er uddannet sygeplejerske. Hun er bestyrelsesleder i fodbold-klubben Eidsvold Turn.